# حي علو ضلاع همدان (صنعاء)
حي علو ضلاع همدان هو أحد أحياء مدينة صنعاء، ويتبع إدارياً مديرية همدان التابعة لمحافظة صنعاء اليمنية. يبلغ تعداد سكانه 4254 نسمة حسب التعداد السكاني في اليمن لعام 2004.